# 葺不合神社
葺不合神社（ふきあえずじんじゃ）は千葉県我孫子市の神社。

## 概略と沿革
創建年代は不明であるが、旧湖北村の「湖北村誌」によれば、奈良時代以前からあるとしている。
元々は別の場所にあり、別名「沖田神社」と呼ばれていた。1908年（明治41年）、現在地にあった厳島神社に、白山神社や三峰神社と一緒に合祀し、新神社の名称を「葺不合神社」とした。
本殿は沖田神社時代の1897年（明治30年）に建てられたもので、板壁には「八岐大蛇退治」「天岩戸」「神武東征」「三韓征伐」などの神話をモチーフとした彫刻で飾られている。

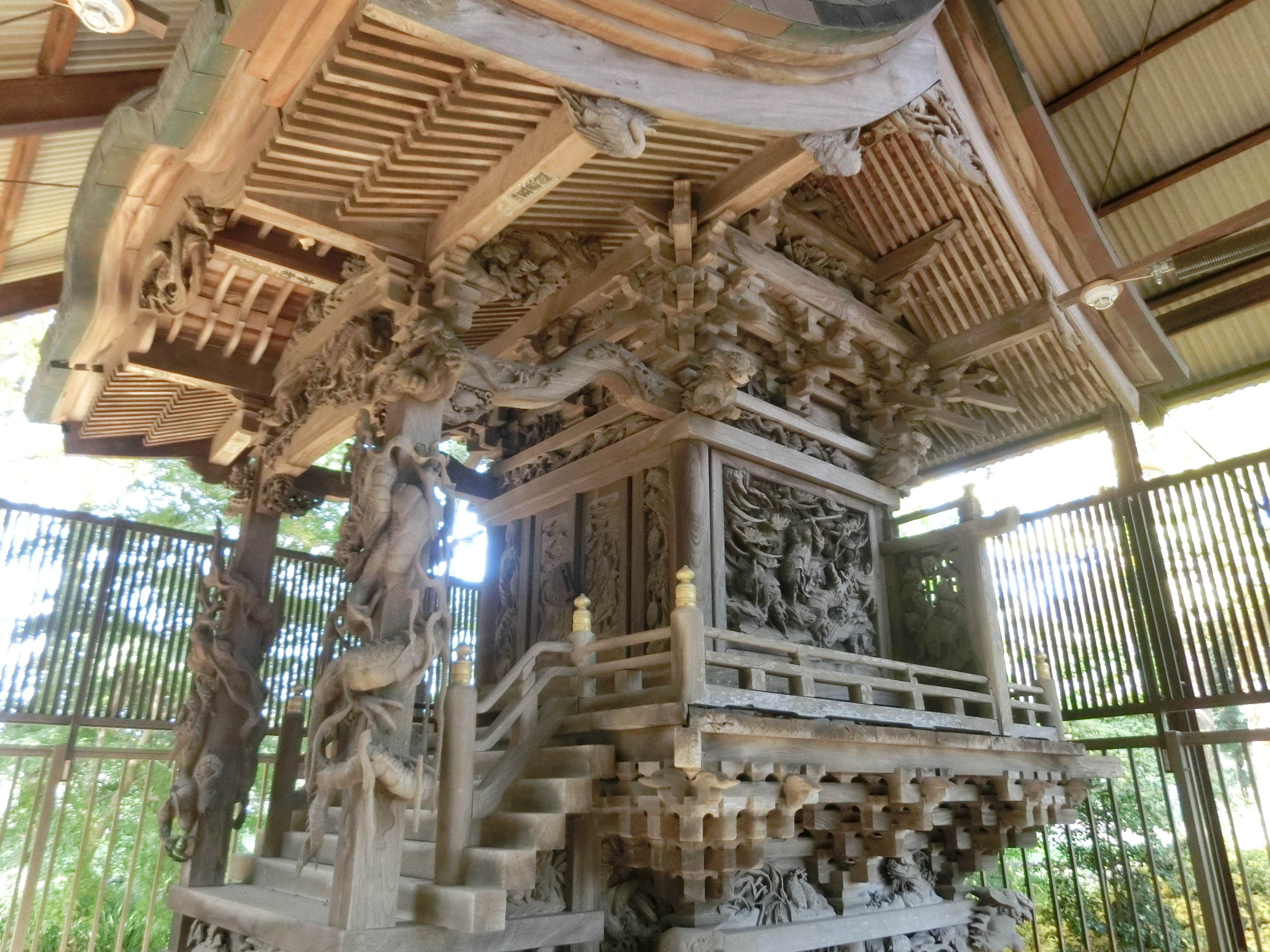
本殿（向かって右より撮影）
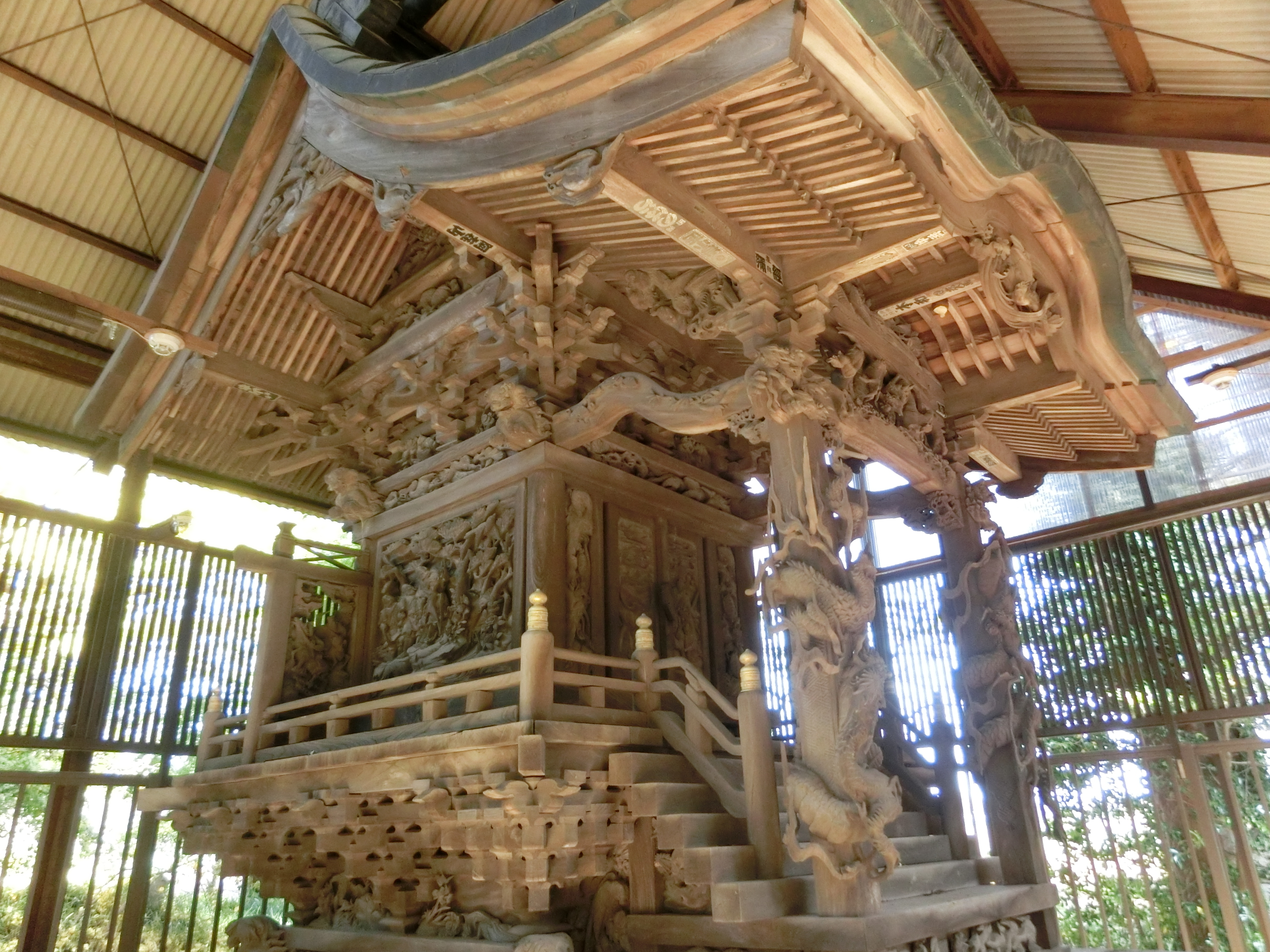
本殿（向かって左より撮影）

## 交通アクセス
- JR東日本成田線（我孫子支線）新木駅より徒歩